# 2018 en Corée du Nord
Cette page concerne des événements qui se sont produits durant l'année 2018 du calendrier grégorien en Corée du Nord.

## Événements

### janvier
- 1er janvier : Kim Jong-un annonce dans son discours du Nouvel An que la Corée du Nord pourrait participer aux Jeux olympiques d'hiver 2018.
- 3 janvier : la ligne téléphonique Séoul Pyongyang (en) est rétablie après près de deux ans de préparation aux pourparlers à haut niveau sur la participation de la Corée du Nord aux Jeux olympiques d'hiver.
- 9 janvier :  la Corée du Nord et la Corée du Sud conviennent que les athlètes nord-coréens participeront aux Jeux olympiques d'hiver.
- 20 janvier : le Comité international olympique confirme que la Corée du Nord participera aux Jeux olympiques d'hiver avec une équipe de 22 athlètes, dont 12 joueurs de hockey sur glace joueront aux côtés de joueurs sud-coréens sous le nom de Corée dans le tournoi féminin

### février
- 8 février : Un défilé militaire de 13 000 soldats est organisé à Pyongyang.
- 9 février :
  - Les athlètes nord-coréens et sud-coréens défilent ensemble sous le drapeau de l'unification coréenne à la cérémonie d'ouverture des Jeux olympiques d'hiver 2018 en présence de Kim Yong-nam et Kim Yo-jong.
  - Les médias nord-coréens confirment que Hwang Pyong-so a été limogé de son poste de directeur du Bureau politique général de l' Armée populaire coréenne pour corruption selon des sources sud-coréennes.

### mars
- 25 au 28 mars : Première rencontre entre Kim Jong-un et Xi Jinping à Pékin

### avril
- 27 avril : Premier sommet inter-coréen entre Kim Jong-un et Moon Jae-in dans la Maison de la Paix

### mai
- 2 mai : La Corée du Nord libère trois prisonniers détenus américains.
- 7 au 8 mai : Seconde rencontre entre Kim Jong-un et Xi Jinping à Dalian
- 12 mai : La Corée du Nord confirme l'ouverture d'un espace aérien territorial et invite les médias étrangers à couvrir le démantèlement de son site d'essais nucléaires.
- 15 mai : La Corée du Nord menace d'annuler le sommet entre la Corée du Nord et les États-Unis avec Donald Trump au milieu d'exercices militaires américains avec la Corée du Sud.
- 24 mai : Des journalistes étrangers rapportent que des tunnels sur le site d'essais nucléaires de Punggye-ri ont été détruits par le gouvernement nord-coréen dans le but de réduire les tensions régionales.
- 26 mai : Second sommet inter-coréen entre Kim Jong-un et Moon Jae-in dans la Maison de la Paix.

### juin
- 10 au 12 juin : Rencontres entre Kim Jong-un et Lee Hsien Loong puis entre Kim Jong-un et Donald Trump à Sentosa.
- 19 au 20 juin : Troisième rencontre entre Kim Jong-un et Xi Jinping à Pékin

### septembre
- 9 septembre :  Défilé militaire en l'honneur du 70e anniversaire de la fondation de la Corée du Nord lors du jour de la fondation de la République.
- 18 au 20 septembre : Troisième sommet inter-coréen entre Kim Jong-un et Moon Jae-in à Pyongyang.

### novembre
- 4 au 6 novembre : Rencontre entre Kim Jong-un et Miguel Díaz-Canel à Pyongyang.